# Linia E metra w Buenos Aires
Linia E – linia metra w Buenos Aires. Rozciąga się od stacji Bolívar, na Plaza de Mayo, w centrum miasta do stacji Plaza de los Virreyes, w dzielnicy Flores.
Ma długość 9,6 km i 15 stacji oraz korzysta z niej około 104 000 pasażerów dziennie. Jest to piąta linia metra w Buenos Aires i pierwsza na południe od Avenida Rivadavia, w najmniej zamożnej części miasta. Energia elektryczna pobierana jest z trakcji napowietrznej.
Pierwszy odcinek tej linii, od stacji Constitución do Boedo, został otwarty w 1944 roku. Od 1966 roku linia nie dociera do stacji Constitución, lecz biegnie nowymi tunelami od stacji Bolívar do Avenida La Plata. W 1973 roku rozpoczęto budowę kolejnego odcinka i w 1986 roku linia osiągnęła obecny południowo-zachodni koniec – Plaza de los Virreyes. Aktualnie (2018) budowane są trzy stacje, przedłużające przebieg linii na północ: Correo Central, Catalinas i Retiro, gdzie będzie się łączyć z linią C i docelowo także z linią H.